# 富山県道3号富山立山魚津線
富山県道3号富山立山魚津線（とやまけんどう3ごう とやまたてやまうおづせん）は、富山県富山市と魚津市を結ぶ県道（主要地方道）である。

## 概要

### 路線データ
- 起点：富山県富山市太郎丸本町1丁目（国道41号・富山県道62号富山小杉線交点）
- 終点：富山県魚津市本町2丁目（富山県道52号島尻魚津インター線・富山県道2号魚津生地入善線交点）

## 歴史
- 1954年（昭和29年）1月20日 - 建設省（現・国土交通省）が主要地方道魚津立山線を指定。
- 1980年（昭和55年） - 北陸自動車道立山ICとの接続に合わせて、同ICと接続する部分が幅員25mの4車線道路となる[1]。
- 1981年（昭和56年）度 - 立山町辻 - 上市町正印間のバイパスの事業に着手する[2]。
- 1993年（平成5年）5月11日 - 建設省から、主要県道富山立山公園線の一部・主要県道富山外郭環状線の一部・一般県道利田二ツ塚線・主要県道立山水橋線の一部・主要県道魚津立山線が富山立山魚津線として主要地方道に指定される[3]。
- 1994年（平成6年）
  - 4月1日 - 富山県が路線認定。
  - 7月28日 - 立山町辻 - 上市町正印間2,180mのバイパスが暫定2車線にて開通（年内に4車線化）[2]。
- 1996年（平成8年）9月2日 - 立山町沢端交差点から南へ約1㎞の4車線道路を供用開始（1995年〔平成7年〕10月より着工していた）[4]。

## 路線状況

### 別名
- 立山通り（富山市）

### 重複区間
- 富山県道161号岩峅寺大石原水橋線（中新川郡立山町大石原）
- 富山県道15号立山水橋線（中新川郡立山町前沢・雄山高校前交差点 - 中新川郡立山町五百石）
- 富山県道6号富山立山公園線（中新川郡立山町五百石 - 中新川郡立山町沢端）
- 富山県道163号柿沢泉線（中新川郡上市町横越 地内）
- 富山県道4号富山上市線（中新川郡上市町上経田 - 中新川郡上市町三日市）
- 富山県道1号富山魚津線（滑川市三ケ、三ケ交差点 - 魚津市本町2丁目、終点）

### 橋梁
- 大日橋（富山市大島 - 中新川郡立山町日置）[5]
- 白竜橋（中新川郡上市町石浦町 - 同町旭町）
- 早月橋（滑川市三ケ - 魚津市三ケ、富山魚津線との重複区間）

## 地理

### 通過する自治体
- 富山市
- 中新川郡
  - 立山町
  - 舟橋村
  - 上市町
- 滑川市
- 魚津市

### 交差する道路

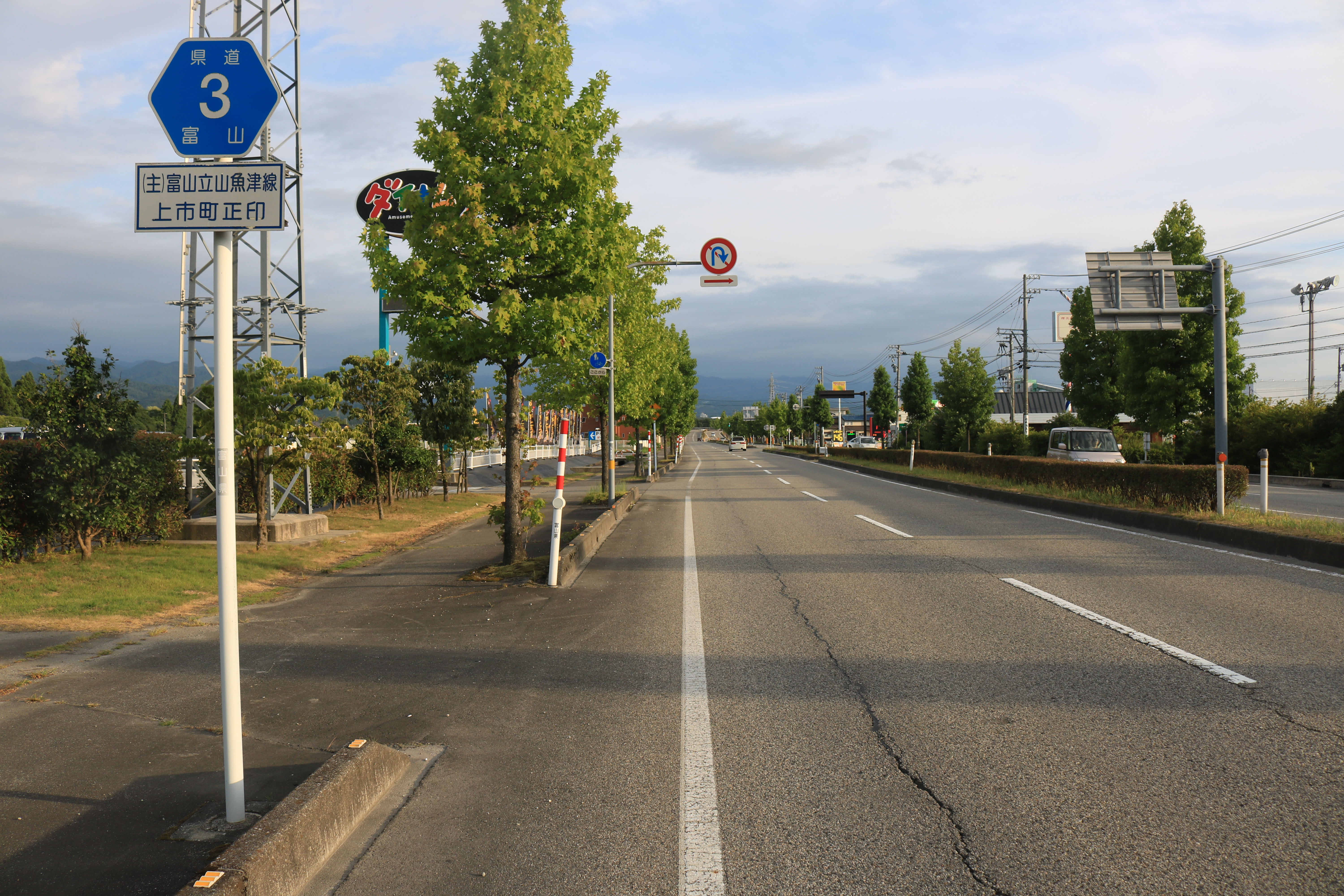
富山県道3号富山立山魚津線、中新川郡上市町正印にて

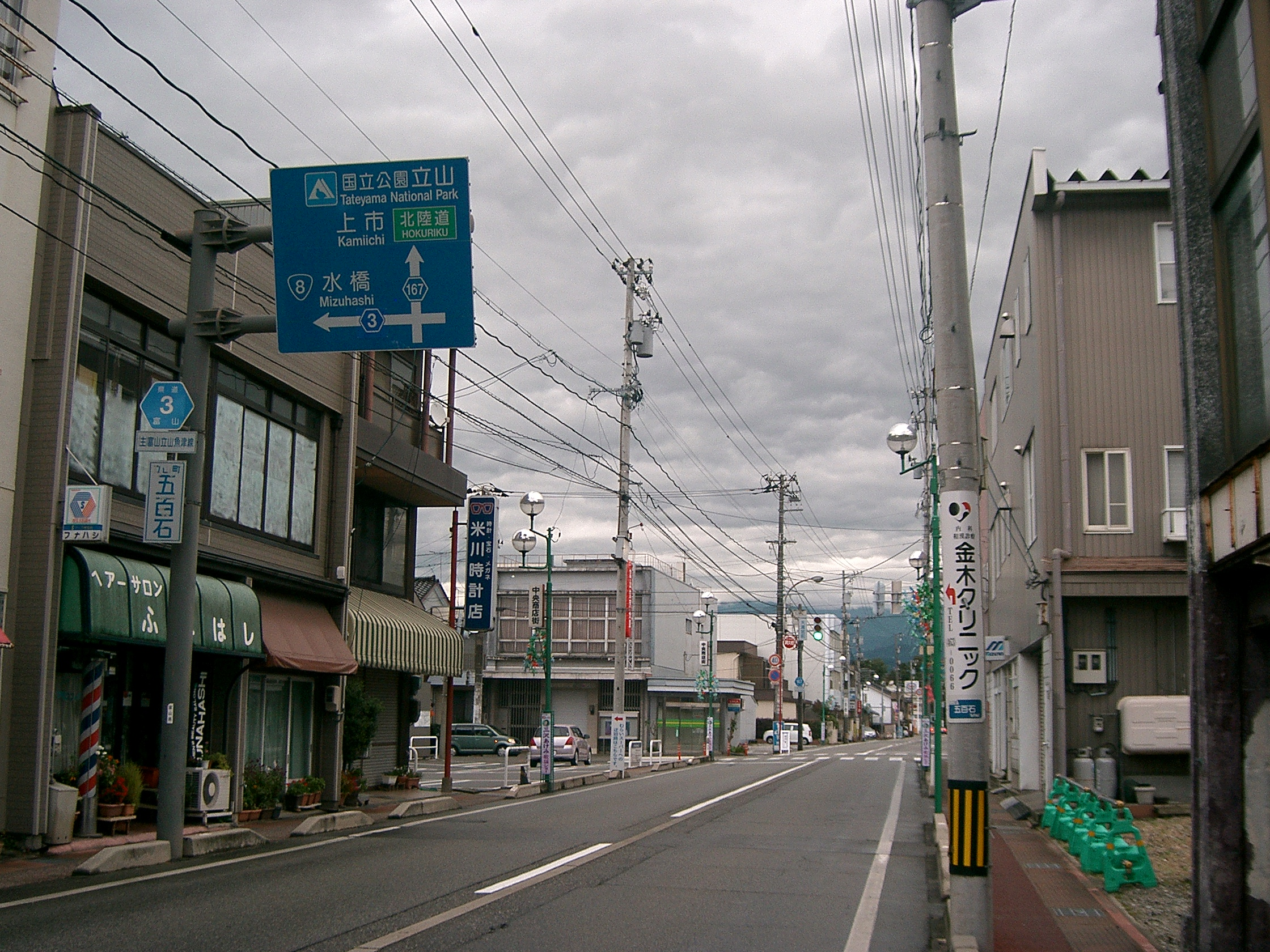
中新川郡立山町五百石天満宮前交差点を東向きに望む

- 国道41号・富山県道62号富山小杉線（富山市太郎丸本町1丁目・城南公園前交差点、起点）
- 富山県道43号富山上滝立山線（富山市小泉町・小泉町交差点）
- 富山県道179号三室荒屋富山線（富山市大泉中町）
- 富山県道65号富山大沢野線（富山市山室・中市交差点）
- 富山県道178号流杉双代線（富山市中川原・中川原交差点）
- 富山県道56号富山環状線（富山県道175号新庄大山線 重複）（富山市古寺）
- 富山県道365号流杉町袋線（富山市大島1丁目・大島1丁目交差点）
- 富山県道68号富山外郭環状線（中新川郡立山町日置・日置交差点）
- 富山県道161号岩峅寺大石原水橋線（中新川郡立山町大石原）
- 富山県道161号岩峅寺大石原水橋線（中新川郡立山町大石原）
- 富山県道15号立山水橋線（中新川郡立山町前沢・雄山高校前交差点）
- 富山県道167号日中五百石線（中新川郡立山町五百石・天満宮前交差点）
- 富山県道164号五百石停車場線（中新川郡立山町五百石・五百石交差点）
- 富山県道6号富山立山公園線（中新川郡立山町五百石）
- 富山県道6号富山立山公園線（中新川郡立山町沢端）
- 北陸自動車道立山IC（中新川郡立山町高原）
- 富山県道151号辻滑川線（中新川郡立山町辻）
- 富山県道163号柿沢泉線（中新川郡上市町横越）
- 富山県道163号柿沢泉線（中新川郡上市町横越）
- 富山県道4号富山上市線（中新川郡上市町上経田・上経田交差点）
- 富山県道46号上市北馬場線（中新川郡上市町三日市・三日市交差点）
- 富山県道61号滑川上市線（中新川郡上市町新町）
- 富山県道155号山本北中町線（中新川郡上市町西中町）
- 富山県道146号五位尾上中町線（中新川郡上市町上中町）
- 富山県道145号極楽寺郷柿沢線（中新川郡上市町郷柿沢）
- 富山県道137号堀江魚津線（滑川市柴・赤浜交差点）
- 富山県道144号黒川滑川線（滑川市柴）
- 富山県道51号蓑輪滑川インター線（滑川市栃山・栃山交差点）
- 富山県道320号古鹿熊滑川線（滑川市大島新・大島新交差点）
- 国道8号（滑川市北野・北野第二交差点）
- 富山県道142号栗山柳原線（滑川市北野・北野交差点）
- 富山県道138号栗山追分線（滑川市追分・追分東交差点）
- 富山県道135号富山滑川魚津線（滑川市中村・中村交差点）
- 富山県道1号富山魚津線（滑川市三ケ・三ケ交差点）
- 富山県道2号魚津生地入善線・富山県道52号島尻魚津インター線（魚津市本町2丁目・終点）